# 小林弘二
小林弘二（こばやしこうじ、1956年 - ）は、日本の観光学者。阪南大学国際コミュニケーション学部教授。
専門は旅行ビジネスの比較研究。博士（政策科学・同志社大学）。

## 経歴
- 同志社大学卒業
- 阪急交通社勤務
- 同志社大学大学院総合政策科学研究科博士後期課程　博士（政策科学・同志社大学）
- 大阪国際大学教授　‐2006年3月31日
- 琉球大学教授　2006年4月1日‐2008年3月31日
- 阪南大学教授　2008年4月1日就任

## 所属学会
- 東北亜観光学会(韓国・日本）

## 著書
- 『旅行ビジネスの本質』晃洋書房、2007年 ISBN 978-4892594281
- 『変化する旅行ビジネス』共編著、文理閣、2003年 ISBN 978-4892594281

## 関連情報
- 同志社大学
- 大阪国際大学
- 琉球大学
- 阪南大学
- 観光学者